# Otto Reinwald
Otto Reinwald (23 de agosto de 1899 - 1 de julio de 1968) fue un actor y director de producción alemán.

## Biografía
Nacido en Constanza, Alemania, Reinwald se inició en el cine a los diez años de edad. Pronto obtuvo cierta popularidad como actor infantil, al igual que sus hermanas Grete y Hanni, y actuó brevemente en algunas producciones danesas rodadas en los años iniciales de la Primera Guerra Mundial. 
En Alemania actuó con el papel del título en 1915 en el film de propaganda Der zwölfjährige Kriegsheld. Tras su vuelta de Dinamarca, Otto Reinwald hizo diferentes papeles en cintas protagonizadas por el detective Harry Higgs, alejándose después del cine durante unos años.
No fue hasta 1923 que Reinwald volvió a interpretar de nuevo pequeños papeles ante las cámaras. Tras rodar únicamente dos películas sonoras, el actor interrumpió de nuevo su trayectoria en 1933 por motivos de carácter racial. 
Finalizada la Segunda Guerra Mundial, Reinwald pudo volver al cine, trabajando hasta mediados de los años 1960 casi exclusivamente como director de producción.
Otto Reinwald falleció en Múnich, Alemania, en 1968.

## Filmografía

### Actor
- 1913 : Der Film von der Königin Luise
- 1913 : Ein Sommernachtstraum in unserer Zeit
- 1913 : Det hemmelighedsfulde X
- 1914 : Die Geschichte der stillen Mühle
- 1914 : Im Schützengraben
- 1915 : Fluch der Schönheit
- 1915 : Der zwölfjährige Kriegsheld
- 1915 : Hævnens nat
- 1915 : Pengenes magt
- 1915 : Proletardrengen
- 1915 : Filmens datter
- 1915 : Katastrofen i Kattegat
- 1916 : Fliegende Schatten
- 1916 : Das Mysterium des Schlosses Clauden
- 1917 : Fliegende Schatten
- 1917 : Die Fußspur
- 1917 : Giovannis Rache
- 1919 : Fräulein Zahnarzt
- 1923 : Nanon
- 1923 : Der Narr und die Anderen
- 1924 : Rosenmontag
- 1924 : Die wunderlichen Geschichten des Theodor Huber
- 1924 : Vater Voß
- 1925 : Bajo la máscara del placer
- 1925 : Das alte Ballhaus
- 1925 : Die eiserne Braut
- 1925 : Die Zirkusprinzessin
- 1927 : Herbstzeit am Rhein
- 1927 : Zwei unterm Himmelszelt
- 1928 : Heut' war ich bei der Frieda
- 1929 : Vererbte Triebe
- 1929 : Die Halbwüchsigen
- 1930 : Namensheirat
- 1930 : Nur am Rhein
- 1932 : Eine von uns
- 1954 : Unternehmen Edelweiß

### Director de producción
- 1944 : Das war mein Leben
- 1948 : Der Apfel ist ab
- 1949 : Tromba
- 1949 : Hallo, Fräulein...!
- 1949 : Einmaleins der Ehe
- 1951 : Das seltsame Leben des Herrn Bruggs
- 1951 : Hanna Amon
- 1952 : Junggesellenfalle
- 1953 : Ave Maria
- 1954 : Conchita und der Ingenieur
- 1954 : Unternehmen Edelweiß
- 1955 : André und Ursula
- 1955 : Mädchen ohne Grenzen
- 1956 : Rot ist die Liebe
- 1957 : Ein Amerikaner in Salzburg
- 1958 : Mit Eva fing die Sünde an
- 1958 : Du gehörst mir
- 1959 : Hubertusjagd
- 1959 : Die Wahrheit über Rosemarie
- 1959 : Die Nackte und der Satan
- 1960 : Endstation Rote Laterne
- 1960 : Der Satan lockt mit Liebe
- 1960 : Die Rote Hand
- 1961 : Bankraub in der Rue Latour
- 1965 : Die fromme Helene